# Challenger Banque Nationale de Granby 2007
Il Challenger Banque Nationale de Granby 2007 è stato un torneo di tennis facente parte della categoria ATP Challenger Series nell'ambito dell'ATP Challenger Series 2007. Il torneo si è giocato a Granby in Canada dal 23 al 29 luglio 2007 su campi in cemento.

## Vincitori

### Singolare
Takao Suzuki ha battuto in finale  Lu Yen-hsun con il punteggio di 6–4, 6–4.

### Doppio
Sanchai Ratiwatana /  Sonchat Ratiwatana hanno battuto in finale  Satoshi Iwabuchi /  Philip Stolt con il punteggio di 6–2, 7–6(4).